# Декларация независимости Каталонии (2017)
Декларация независимости Каталонии (кат. Declaració d'Independència de Catalunya) — декларация, подписанная 10 октября 2017 года депутатами парламента Каталонии — автономного сообщества Испании, объявляющая Каталонию независимым государством с республиканской формой правления. При подписании было объявлено, что официальное провозглашение независимости откладывается на несколько недель. В ответ, 21 октября Испания начала процесс лишения Каталонии её автономного статуса. В результате, 27 октября Парламент Каталонии большинством голосов (52 %) подтвердил провозглашение независимости страны.

## Предыстория
23 января 2013 года парламентом Каталонии принята декларация о суверенитете и праве народа Каталонии на самоопределение (кат. Declaració de sobirania i del dret a decidir del poble de Catalunya). 9 ноября 2015 года этим же органом принята декларация о начале процесса независимости Каталонии (кат. Declaració d'inici del procés d'independència de Catalunya).
8 сентября 2017 года парламентом Каталонии был принят «Закон о юридическом переходе и основании Республики» (кат. Llei de transitorietat jurídica i fundacional de la República), содержащий положения о юридических процедурах, которые могут быть проведены для получения Каталонией статуса независимого государства в случае, если идея о независимости будет поддержана жителями Каталонии на референдуме.
1 октября 2017 года в Каталонии был проведён не имеющий согласно испанскому законодательству юридической силы референдум, на котором, согласно опубликованным организаторами данным, большинство высказалось за независимость Каталонии.

## Подписание
Декларация была подписана 10 октября 2017 года во время заседания парламента Каталонии его президентом — Карлесом Пучдемоном и другими членами парламента. Во время своего выступления перед парламентом Карлес Пучдемон заявил, что итоги прошедшего референдума дают право объявить о создании независимого государства, но предложил парламенту приостановить провозглашение независимости на несколько недель, чтобы начать диалог с испанскими властями.

### Парламент Каталонии
27 октября Парламент Каталонии большинством голосов (52 %) подтвердил провозглашение независимости страны.
Из 135 членов парламента созыва 2015 года, на заседании присутствовали 82 депутатов (60 %). Остальные 53 избранников не явились заседание. Из присутствовавших 70 человек высказались за независимость, 10 — против, ещё 2 депутата воздержались.

## Основные положения
Согласно декларации, в силу вступает конституция Каталонской Республики — независимого государства. Документ сообщает о вступлении в силу «Закона о юридическом переходе и основании Республики» и начале процессов формирования необходимых органов власти.

## Последствия
11 октября 2017 года председатель правительства Испании Мариано Рахой потребовал от президента Женералитета Каталонии Карлеса Пучдемона до 10:00 16 октября 2017 года дать ответ на вопрос, была ли провозглашена независимость Каталонии, при этом в случае утвердительного ответа до 10:00 19 октября предоставляется время отменить это решение. Не получив чёткого ответа, 21 октября официальный Мадрид начал процесс лишения Каталонии её автономного статуса.
27 октября испанский парламент, учитывая невыполнение Каталонией требований центральной власти, активировал статью 155 Конституции, которая регламентирует введение прямого управления автономной областью. Согласно ей все руководство Каталонии отстраняется от власти, а его полномочия будут осуществлять представитель, назначенный Мадридом, после чего в регионе пройдут досрочные парламентские выборы.
Глава правительства Испании тут же отстранил президента Женералитета Каталонии Карлеса Пучдемона от должности и назначил внеочередные выборы в парламент Каталонии на 21 декабря. 28 октября Мадрид передал полномочия главы Каталонии вице-премьеру Испании.
Заместитель председателя правительства Испании Сорайя Санс де Сантамария была назначена исполняющей обязанности президента Каталонии до декабрьских выборов.
31 октября 2017 года Конституционный суд Испании аннулировал Декларацию независимости.
Мадрид направил полицию и армию в Каталонию 28 октября для захвата власти, а также правительственных чиновников в места, где местные чиновники отказались работать на центральную власть. Финансирование Каталонии было заблокировано, крупные компании перенесли свой бизнес из Барселоны, а президент Женералитета Каталонии Карлес Пучдемон был вынужден бежать в Бельгию, поскольку ему угрожали арестом и 30-летним тюремным сроком.
К 30 октября испанские власти вернули контроль над каталонскими территориями, встретив небольшое сопротивление.
2 ноября судья Кармен Ламела из Национального суда Испании распорядился о том, чтобы восемь членов свергнутого каталонского правительства, включая бывшего вице-президента Ориола Джанкераса, были заключены под стражу без залога. Кроме того, Санти Вила, который был министром бизнеса и ушел в отставку из-за одностороннего провозглашения независимости, получил залог в размере 50 000 евро. Обвинение просило выдать европейские ордера на арест для Пучдемона и четырёх других членов, которые покинули Каталонию и бежали в Бельгию (в Брюссель) вскоре после объявления независимости.
В каталонских выборах, состоявшихся 21 декабря партия, поддерживающая независимость вновь завоевала большинство.
23 марта 2018 года испанский судья Льярена заключил в тюрьму ещё пять каталонских министров. 25 марта Пучдемон был задержан в Германии, но отпущен через несколько дней после того, как государственный суд в Шлезвиге отклонил решение о выдаче его за мятеж.

## Международная реакция
Независимость Каталонии не получила признания ни от одного суверенного государства. Однако частично признанные государства, не входящие в ООН, Абхазия и Южная Осетия, заявили, что готовы предоставить официальное признание, если они получат запрос от правительства Каталонии.
Пресс-секретарь Президента РФ Дмитрий Песков заявил что ситуация в Каталонии «является внутренним делом Испании и что официальная Москва не считает возможным каким-то образом комментировать дела суверенного государства». Официальный представитель МИД РФ Мария Захарова также неоднократно называла ситуацию исключительно внутренним делом Испании.